# Art Chapman
Arthur „Art” St. Clair Chapman (ur. 28 października 1912 w Victorii, zm. 3 lutego 1986 w Nanaimo) – kanadyjski koszykarz, srebrny medalista letnich igrzysk olimpijskich w Berlinie. Zagrał w sześciu spotkaniach.
Jego brat Chuck również wystąpił w tym turnieju.